# José Antônio Caldas
José Antônio Caldas, o Padre Caldas (Vila Santa Madalena da Lagoa do Sul, 8 de outubro de 1787 — Niterói, c. 1850) foi um religioso, jornalista e político brasileiro.

## Biografia
Oriundo do Seminário de Olinda, desde cedo destacou-se na pregação das idéias liberais. Após ser ordenado sacerdote, foi eleito deputado constituinte por sua província de Alagoas e seguiu para o Rio de Janeiro para seguir a carreira política. Pelas graças do Imperador brasileiro e amizade com os Andrada, assumiu uma cadeira na Assembleia Constituinte de 1823, representando Alagoas.
Com a dissolução da Assembleia, voltou ao nordeste, onde participou da Confederação do Equador , foi preso e condenado à prisão perpétua. Recolhido inicialmente na fortaleza da ilha das Cobras, foi transferido, depois, para as prisões de São João, Lage e finalmente Santa Cruz.  Com o auxilio da maçonaria, conseguiu fugir e chegar a Buenos Aires, em janeiro de 1825.
Na Argentina envolveu-se com Juan Manuel de Rosas, assumiu como jornalista a Imprensa Oficial do Exército Argentino, trabalhou como pároco e em pouco tempo foi enviado ao Uruguai para confabular com Juan Antonio Lavalleja.
Em 1826 já residia no Uruguai, sendo padre de Cerro Largo, tendo antes sido presidente da Junta Econômica e Administrativa de Mello. Acabou incorporado ao exército Republicano Oriental como capelão, integrou o exército de Carlos Maria de Alvear e combateu na Batalha do Passo do Rosário contra o Brasil. Passou a escrever seu jornal O Telégrapho, em 1829.
Na fronteira com o Brasil conviveu com Bento Gonçalves da Silva, Serafim Joaquim de Alencastre, Joaquim Pedro Soares, Manuel Lucas de Oliveira, futuros líderes da Revolução Farroupilha, em cujo espírito semeou idéias de liberalismo e democracia. Fez amizade com Bento Gonçalves e passou a conspirar novamente contra o imperador brasileiro. Foi a Porto Alegre tentar convencer o governante da província sulina a aderir à ideia separatista e posterior adesão ao famoso Quadrilátero (a união dos territórios do Rio Grande do Sul, Uruguai e algumas províncias argentinas). Mais tarde, envolveu-se com a Revolução Farroupilha.